# 赫拉德凯 (扎波罗热州)
47°27′21″N 35°23′53″E / 47.45583°N 35.39806°E
赫拉德凯（烏克蘭語：Гладке）是位於烏克蘭東南部的村莊，由扎波羅熱州瓦西里夫卡區的瓦西里夫卡市鎮負責管轄。該村始建於1830年，面積6.19平方公里，海拔高度85米，2001年人口97，人口密度每平方公里15.7人。